# 陈大震
陈大震（?—?），字希声，广东番禺人（一说广州沙村人），南宋末年元朝初期的学者。
生卒年不详。理宗宝祐元年（1253年）癸丑科进士，初授博罗主簿。歷官長樂（今廣東五華）知縣、權知雷州。咸淳七年（1271年）在雷州時，創立莱泉书院。陈大震为官公正，很受到百姓的拥护。轉蘄州廣濟令，改奉議郎，參靜江帥府。宋亡时他知道自己无法抵挡元军，因此自己弹劾自己，棄官回乡。宋亡後，元朝授司农卿、广东儒学提举等職，均辭不就。大德八年（1304年）出版《大德南海志》，记事止于至和元年（1328年），今此書部分殘缺，首尾俱闕。